# خاندان بورگوندی
خاندان بورگوندی (‎/ˈbɜːrɡəndi/‎) یکی از شاخه‌های فرعی از دودمان کاپتی بود که از نسل روبر یکم، دوک بورگوندی، پسر کوچک‌تر روبر دوم، پادشاه فرانسه بود. این خاندان از سال ۱۰۳۲ تا ۱۳۶۱ بر دوک نشین بورگوندی حکومت کرد و به عنوان پادشاه پرتغال دست یافت.
آخرین عضو خاندان فیلیپ روور بود که در سال ۱۳۴۹ جانشین پدربزرگش شد. فیلیپ در سال ۱۳۶۱ بدون فرزند درگذشت و دوک‌نشین به جای خود بازگشت، که دو سال بعد پسرش را دوک جدید بورگوندی ساخت و بدین ترتیب خاندان جوان بورگوندی آغاز شد.
اعضای برجسته خط اصلی خاندان بورگوندی عبارتند از:
- روبر یکم، دوک بورگوندی
- انریکه، کنت پرتغال، پدر اولین پادشاه پرتغال آفونسو انریکه
- هوگ سوم، دوک بورگوندی
- اودو چهارم، دوک بورگوندی
- مارگارت بورگوندی، همسر اول و ملکه لوئی دهم، پادشاه فرانسه
- ژوآن بورگوندی، همسر اول و ملکه فیلیپ ششم، پادشاه فرانسه
- فیلیپ یکم، دوک بورگوندی

## شاخه پرتغال
خاندان پرتغالی بورگوندی، شاخه فرعی خاندان بورگوندی در پرتغال بود که توسط هانری، کنت پرتغال در سال ۱۰۹۳ تأسیس شد. سلسله مشروع ارشد با مرگ فرناندوی یکم پادشاه پرتغال در سال ۱۳۸۳ منقرض شد، اما دو خط نامشروع، خاندانهای آویش و براگانسا، با وقفه تا سال ۱۹۱۰ و بعداً برزیل تا سال ۱۸۸۹، همچنان در پرتغال حکومت کردند.

## شجره نامه

### خاندان بورگوندی
- روبر دوم، پادشاه فرانسه (۹۷۲–۱۰۳۱)
  - هوگو ماگنوس (۱۰۰۷–۱۰۲۵)
  - هانری یکم، پادشاه فرانسه (۱۰۰۸–۱۰۶۰)
    -  خاندان کاپت

  - روبر یکم، دوک بورگوندی (۱۰۱۱–۱۰۷۶)
    - هوگو (۱۰۳۴–۱۰۶۰)
    - هانری بورگوندی (۱۰۳۵–۱۰۶۶)
      - هوگ یکم، دوک بورگوندی (۱۰۵۷–۱۰۹۳)
      - اودو یکم، دوک بورگوندی (۱۰۵۸–۱۱۰۳)
        - هوگ دوم، دوک بورگوندی (۱۰۸۴–۱۱۴۳)
          - اودو دوم، دوک بورگوندی (۱۱۱۸–۱۱۶۲)
            -  هوگ سوم، دوک بورگوندی (۱۱۴۸–۱۱۹۲)
              - اودو سوم، دوک بورگوندی (۱۱۶۶–۱۲۱۸)
                -  هوگ چهارم، دوک بورگوندی (۱۲۱۳–۱۲۷۲)
                  - هوگ، کنت نور (۱۲۳۰–۱۲۶۹)
                  - ژان، کنت شارولایس، برد بوربون (۱۲۳۱–۱۲۶۸)
                  - Robert II, Duke of Burgundy (1248–1306)
                    - Jean (1279–1283)
                    - Hugh V, Duke of Burgundy (1294–1315)
                    - Odo IV, Duke of Burgundy (1295–1349)
                      - Philip II, Count of Auvergne (1323–1346)
                        -  Philip I, Duke of Burgundy (1346–1361)

                      -  John (1325–1328)

                    - Louis, King of Thessalonica (1297–1316)
                    -  Robert, Count of Tonnerre (1302–1334)

                  -  Hugh, Lord of Montréal and Viscount of Avallon (1260–1288)

              - Alexandre, Lord of Montagu (1170 † ۱۲۰۵)
                -  Lords of Montagu

              -  Guigues VI of Viennois (1184 † ۱۲۳۷)
                - Guigues VII of Viennois (1225–1270)
                  - John I, Dauphin of Viennois (1264–1282)
                  -  Andrew (1267-aft.1270)

                -  John (1227–1239)

          - Gauthier, Archbishop of Besançon (1120–1180)
          - Hugh le Roux, Lord of Navilly (1121–1171)
            -  Guillaume

          - Robert, Bishop of Autun (1122–1140)
          - Henry, Lord of Flavigny, Bishop of Autun (1124–1170)
          -  Raymond, Lord of Grignon and Montpensier (1125–1156)
            -  Hugues (1147–1156)

        -  Henry (1087–1131)

      - Robert, Bishop of Langres (1059–1111)
      - Reginald, Abbot of Saint-Pierre de Flavigny (1065–1092)
      -  Henry, Count of Portugal (1066–1112)
        -  Portuguese House of Burgundy

    - Robert (1040–1113)
    -  Simon (1044–1088)

  -  Odo (1013–c.1056)